# 山県びわ
山県 びわ（やまがた びわ、6月5日 - ）は、日本の女性声優。以前はクレイジーボックスに所属していた。

## 略歴
日本ナレーション演技研究所卒業。旧芸名は山縣里美、山県さとみ。

## 人物
資格はパソコン検定3級。
趣味はカフェめぐり、読書（児童書・絵本）。特技はミミズの体操（手遊び）。
日本ナレーション演技研究所ジュニアクラスの講師も務める。

## 出演

### テレビアニメ
- Fate/stay night（2006年、アナウンサー、女生徒C、店員）
- 名探偵コナン（2006年、女性C）
- 桃華月憚（2007年、鬼梗）
- 蒼天航路（2009年、侍女B、女）
- さらい屋 五葉（2010年、幸）

### OVA
- 名探偵コナン 標的は小五郎!! 少年探偵団マル秘調査（2005年、矢野悦子）

### 吹き替え
- 怪しい伝説
- スパイダーマン&アメイジング・フレンズ
- DIRTY

### テレビ番組
- グレーテルのかまど

### ボイスオーバー
- アジアクロスロード
- 交通バラエティ 日本の歩きかた
- 今夜くらべてみました
- 真相報道 バンキシャ!
- J-SPORTS・スーパーサッカーPLUS
- 世界一受けたい授業
- 世界おもしろ珍メダル バカデミービデオ大賞
- ナニコレ珍百景
- 不可思議探偵団
- 魔女たちの22時
- 女神のアンテナ

### CM
- エポック社
- 河合塾

### 企業VP
- リンククエスト社

### パチンコ
- CR戦国乙女

### その他コンテンツ
- ありがとう!グラスホッパー（舞台ナレーション）
- クレシェンド（フランチェスカ・アビ[2]）[3][4][5]
- 日清フーズ（WEB）
- ポンパレ（インフォマーシャル）
- 明治かむ育キッズバー（店頭用）

## ディスコグラフィ

### キャラクターソング
| 発売日        | 商品名     | 歌                 | 楽曲                 | 備考                           |
| ------------- | ---------- | ------------------ | -------------------- | ------------------------------ |
| 2007年6月20日 | ゆめおぼろ | 鬼梗（山県さとみ） | 「小さき死のように」 | テレビアニメ『桃華月憚』関連曲 |